# Hansa-Brandenburg GDW
Die Hansa-Brandenburg GDW war ein deutsches Militärflugzeug des Ersten Weltkriegs und einer der ersten als Torpedoflugzeug entwickelten Typen der Kaiserlichen Marine.

## Entwicklung
Im Jahr 1916 lieferten die Hansa- und Brandenburgischen Flugzeugwerke mit dem Typ GW ihr erstes Torpedoflugzeug an die Kaiserliche Marine. Obgleich eine erfolgreiche, in Serie gebaute Konstruktion, konnte sie aufgrund der beiden nur je 160 PS leistenden Antriebe lediglich einen Torpedo von 725 kg mitführen. Im gleichen Jahr orderte die Marineleitung deshalb ein leistungsstärkeres Nachfolgemodell, das in der Lage sein sollte, einen Torpedo der Gewichtsklasse 825 kg zu befördern. Die Bestellung der von Ernst Heinkel konstruierten GDW erfolgte am 18. Juni 1916. Das Flugzeug war insgesamt größer als die GW gehalten und mit zwei 200-PS-Motoren Bz IV ausgestattet. Es soll nach einigen Literaturangaben in der zweiten Jahreshälfte 1916 fertiggestellt und noch im gleichen Jahr erstmals geflogen sein, doch vermerkt das für die Erprobung zuständige Seeflugzeug-Versuchskommando in Warnemünde (SVK) als Datum für die Auslieferung des Prototyps den 12. Oktober 1917, also volle 16 Monate nach Erteilung des Auftrags. Mittlerweile hatte aber die Marineleitung das Interesse an dem Typ verloren und erteilte keinen Serienauftrag. Inwieweit die GDW noch in Warnemünde erprobt worden ist, ist nicht bekannt, denn ein Abnahmedatum wurde vom SVK nicht angegeben. Sie erhielt die Marinenummer 746 und soll im Anschluss ausschließlich zu Schulungszwecken geflogen worden sein.

## Technische Daten
| Kenngröße             | Daten                                                                                              |
| --------------------- | -------------------------------------------------------------------------------------------------- |
| Besatzung             | 3                                                                                                  |
| Spannweite            | 24,50 m (oben und unten)                                                                           |
| Länge                 | 15,8 m                                                                                             |
| Höhe                  | 5 m                                                                                                |
| Flügelfläche          | 134 m²                                                                                             |
| Flächenbelastung      | 27,80 kg/m²                                                                                        |
| Leistungsbelastung    | 10,80 kg/PS                                                                                        |
| Leermasse             | 2936 kg                                                                                            |
| Zuladung              | 1915 kg                                                                                            |
| Startmasse            | 4851 kg                                                                                            |
| Antrieb               | ein wassergekühlter Sechszylinder-Reihenmotor                                                      |
| Typ                   | Benz Bz IV                                                                                         |
| Nennleistung          | 200 PS (147 kW) bei 1400/min                                                                       |
| Höchstgeschwindigkeit | 130 km/h in Bodennähe                                                                              |
| Steigzeit             | 13,5 min auf 800 m Höhe 17,5 min auf 1000 m Höhe 29,0 min auf 1500 m Höhe 45,0 min auf 2000 m Höhe |
| Reichweite            | 750 km                                                                                             |
| Bewaffnung            | ein bewegliches Parabellum MG 14, 7,92 mm                                                          |
| Abwurfmunition        | ein 726-kg- oder 825-kg-Torpedo                                                                    |